# پیتر فیلیپس
پیتر فیلیپس (انگلیسی: Peter Phillips) نخستین فرزند و تنها پسرِ «شاهدخت اَن» از نخستین شوهر وی «سروان مارک فیلیپس» است. وی همچنین بزرگ‌ترین نوهٔ ملکه الیزابت دوم و شاهزاده فیلیپ، دوک ادینبرو است.
او در حال حاضر، هیچ لقب سلطنتی ندارد و در لیست سلطنت بریتانیا جهت جایگزینی چارلز سوم، نفر ۱۷ام است.